# La Flèche Wallonne Féminine 2022
La Flèche Wallonne Féminine 2022 var den 25. udgave af det belgiske cykelløb La Flèche Wallonne Féminine. Det 133,5 km lange linjeløb blev kørt den 20. april 2022 med start i Huy og mål på toppen af Mur de Huy i Vallonien. Løbet var niende arrangement på UCI Women's World Tour 2022. Løbet blev vundet af italienske Marta Cavalli fra FDJ-Nouvelle Aquitaine-Futuroscope.

## Resultat
| \| Samlede stilling \| Samlede stilling \| Samlede stilling \| Samlede stilling \| Samlede stilling \| \| Rytter \| Rytter \| Hold \| Tid \| \| \| ---------------- \| ----------------------- \| ---------------------------------- \| ---------------- \| ---------------- \| \| 1. \| Marta Cavalli \| FDJ-Nouvelle Aquitaine-Futuroscope \| 3t 38' 37" \| \| \| 2. \| Annemiek van Vleuten \| Movistar Team \| + 0" \| \| \| 3. \| Demi Vollering \| SD Worx \| + 10" \| \| \| 4. \| Ashleigh Moolman-Pasio \| SD Worx \| + 17" \| \| \| 5. \| Mavi García \| UAE Team ADQ \| + 21" \| \| \| 6. \| Elisa Longo Borghini \| Trek-Segafredo \| + 30" \| \| \| 7. \| Liane Lippert \| Team DSM \| + 33" \| \| \| 8. \| Kristabel Doebel-Hickok \| EF Education-TIBCO-SVB \| + 37" \| \| \| 9. \| Yara Kastelijn \| Plantur-Pura \| + 40" \| \| \| 10. \| Ane Santesteban \| Team BikeExchange-Jayco \| + 42" \| \| |                         |                                    |            |
| |                         |                                    |            |
| Kilde: ProCyclingStats |                         |                                    |            |
| Samlede stilling |                         |                                    |            |
| Rytter | Rytter                  | Hold                               | Tid        |
| 1. | Marta Cavalli           | FDJ-Nouvelle Aquitaine-Futuroscope | 3t 38' 37" |
| 2. | Annemiek van Vleuten    | Movistar Team                      | + 0"       |
| 3. | Demi Vollering          | SD Worx                            | + 10"      |
| 4. | Ashleigh Moolman-Pasio  | SD Worx                            | + 17"      |
| 5. | Mavi García             | UAE Team ADQ                       | + 21"      |
| 6. | Elisa Longo Borghini    | Trek-Segafredo                     | + 30"      |
| 7. | Liane Lippert           | Team DSM                           | + 33"      |
| 8. | Kristabel Doebel-Hickok | EF Education-TIBCO-SVB             | + 37"      |
| 9. | Yara Kastelijn          | Plantur-Pura                       | + 40"      |
| 10. | Ane Santesteban         | Team BikeExchange-Jayco            | + 42"      |

## Hold og ryttere
| UCI Women's WorldTeams (14)- Team BikeExchange-Jayco - Canyon-SRAM Racing - EF Education-TIBCO-SVB - FDJ Nouvelle Aquitaine Futuroscope - Human Powered Health - Team Jumbo-Visma - Liv Racing Xstra - Movistar Team - Roland Cogeas-Edelweiss Squad - SD Worx - Trek-Segafredo - Team DSM - UAE Team ADQ - Uno-X Pro Cycling Team UCI Women's Kontinentalhold (10)- Arkéa Pro Cycling Team - Andy Schleck-CP NVST-Immo Losch - Bingoal-Chevalmeire-Van Eyck Sport - Bepink - Cofidis - Le col-Wahoo - Lotto Soudal Ladies - Parkhotel Valkenburg - Plantur-Pura - Valcar-Travel & Service |
| |

### Startliste
| SD Worx SDW | SD Worx SDW                       | SD Worx SDW |
| ----------- | --------------------------------- | ----------- |
| Nr.         | Rytter                            | Placering   |
| 1           | Demi Vollering (NED)              | 3.          |
| 2           | Niamh Fisher-Black (NZL)          | 17.         |
| 3           | Ashleigh Moolman-Pasio (RSA)      | 4.          |
| 4           | Anna Shackley (GBR)               | 26.         |
| 5           | Chantal van den Broek-Blaak (NED) | 92.         |
| 6           | Blanka Kata Vas (HUN) (landevej)  | 40.         |

| Canyon-SRAM Racing CSR | Canyon-SRAM Racing CSR     | Canyon-SRAM Racing CSR |
| ---------------------- | -------------------------- | ---------------------- |
| Nr.                    | Rytter                     | Placering              |
| 11                     | Katarzyna Niewiadoma (POL) | 12.                    |
| 12                     | Alena Amjaljusik (BLR)     | 54.                    |
| 13                     | Elise Chabbey (SUI)        | 24.                    |
| 14                     | Mikayla Harvey (NZL)       | DNF                    |
| 15                     | Soraya Paladin (ITA)       | 49.                    |
| 16                     | Pauliena Rooijakkers (NED) | 11.                    |

| Trek-Segafredo TFS | Trek-Segafredo TFS                    | Trek-Segafredo TFS |
| ------------------ | ------------------------------------- | ------------------ |
| Nr.                | Rytter                                | Placering          |
| 21                 | Elisa Longo Borghini (ITA) (landevej) | 6.                 |
| 22                 | Lucinda Brand (NED)                   | 45.                |
| 23                 | Leah Thomas (USA)                     | 33.                |
| 24                 | Shirin van Anrooij (NED)              | 13.                |
| 25                 | Ellen van Dijk (NED) (landevej)       | 51.                |
| 26                 | Tayler Wiles (USA)                    | DNF                |

| Movistar Team MOV | Movistar Team MOV            | Movistar Team MOV |
| ----------------- | ---------------------------- | ----------------- |
| Nr.               | Rytter                       | Placering         |
| 31                | Annemiek van Vleuten (NED)   | 2.                |
| 32                | Katrine Aalerud (NOR)        | 48.               |
| 33                | Jelena Erić (SRB) (landevej) | 64.               |
| 34                | Sara Martín Martín (ESP)     | 72.               |
| 35                | Paula Patiño (COL)           | 18.               |
| 36                | Arlenis Sierra (CUB)         | 15.               |

| UAE Team ADQ UAD | UAE Team ADQ UAD             | UAE Team ADQ UAD |
| ---------------- | ---------------------------- | ---------------- |
| Nr.              | Rytter                       | Placering        |
| 41               | Mavi García (ESP) (landevej) | 5.               |
| 42               | Sofia Bertizzolo (ITA)       | 61.              |
| 43               | Alena Ivantjenko (RUS)       | 27.              |
| 44               | Erica Magnaldi (ITA)         | 19.              |
| 45               | Marija Novolodskaja (RUS)    | 78.              |
| 46               | Urša Pintar (SLO)            | 34.              |

| Team DSM DSM | Team DSM DSM          | Team DSM DSM |
| ------------ | --------------------- | ------------ |
| Nr.          | Rytter                | Placering    |
| 51           | Juliette Labous (FRA) | DNF          |
| 52           | Léa Curinier (FRA)    | 97.          |
| 53           | Leah Kirchmann (CAN)  | 44.          |
| 54           | Liane Lippert (GER)   | 7.           |
| 55           | Esmée Peperkamp (NED) | 23.          |
| 56           | Elise Uijen (NED)     | 68.          |

| FDJ-Nouvelle Aquitaine-Futuroscope FSF | FDJ-Nouvelle Aquitaine-Futuroscope FSF | FDJ-Nouvelle Aquitaine-Futuroscope FSF |
| -------------------------------------- | -------------------------------------- | -------------------------------------- |
| Nr.                                    | Rytter                                 | Placering                              |
| 61                                     | Marta Cavalli (ITA)                    | 1.                                     |
| 62                                     | Stine Borgli (NOR)                     | DNF                                    |
| 63                                     | Brodie Chapman (AUS)                   | 50.                                    |
| 64                                     | Eugénie Duval (FRA)                    | 87.                                    |
| 65                                     | Évita Muzic (FRA) (landevej)           | 57.                                    |
| 66                                     | Jade Wiel (FRA)                        | 76.                                    |

| Team BikeExchange-Jayco BEX | Team BikeExchange-Jayco BEX | Team BikeExchange-Jayco BEX |
| --------------------------- | --------------------------- | --------------------------- |
| Nr.                         | Rytter                      | Placering                   |
| 71                          | Amanda Spratt (AUS)         | 25.                         |
| 72                          | Alexandra Manly (AUS)       | 58.                         |
| 73                          | Ane Santesteban (ESP)       | 10.                         |
| 74                          | Chelsie Tan (SGP)           | DNF                         |
| 75                          | Georgia Williams (NZL)      | 52.                         |
| 76                          | Urška Žigart (SLO)          | 59.                         |

| Team Jumbo-Visma TJV | Team Jumbo-Visma TJV | Team Jumbo-Visma TJV |
| -------------------- | -------------------- | -------------------- |
| Nr.                  | Rytter               | Placering            |
| 81                   | Anouska Koster (NED) | 14.                  |
| 82                   | Amber Kraak (NED)    | 36.                  |
| 83                   | Aafke Soet (NED)     | 73.                  |

| EF Education-TIBCO-SVB TIB | EF Education-TIBCO-SVB TIB       | EF Education-TIBCO-SVB TIB |
| -------------------------- | -------------------------------- | -------------------------- |
| Nr.                        | Rytter                           | Placering                  |
| 91                         | Kristabel Doebel-Hickok (USA)    | 8.                         |
| 92                         | Kathrin Hammes (GER)             | 63.                        |
| 93                         | Clara Honsinger (USA)            | 60.                        |
| 94                         | Lauren Stephens (USA) (landevej) | 47.                        |
| 95                         | Magdeleine Vallieres (CAN)       | 42.                        |

| Liv Racing Xstra LIV | Liv Racing Xstra LIV            | Liv Racing Xstra LIV |
| -------------------- | ------------------------------- | -------------------- |
| Nr.                  | Rytter                          | Placering            |
| 101                  | Marta Jaskulska (POL)           | 94.                  |
| 102                  | Valerie Demey (BEL)             | 93.                  |
| 103                  | Alison Jackson (CAN) (landevej) | 84.                  |
| 104                  | Jeanne Korevaar (NED)           | 80.                  |
| 105                  | Katia Ragusa (ITA)              | 101.                 |

| Uno-X Pro Cycling Team UXT | Uno-X Pro Cycling Team UXT  | Uno-X Pro Cycling Team UXT |
| -------------------------- | --------------------------- | -------------------------- |
| Nr.                        | Rytter                      | Placering                  |
| 111                        | Hannah Barnes (GBR)         | 90.                        |
| 112                        | Joscelin Lowden (GBR)       | 38.                        |
| 113                        | Hannah Ludwig (GER)         | 46.                        |
| 114                        | Mie Bjørndal Ottestad (NOR) | 70.                        |
| 115                        | Anne Dorthe Ysland (NOR)    | 77.                        |

| Human Powered Health HPW | Human Powered Health HPW | Human Powered Health HPW |
| ------------------------ | ------------------------ | ------------------------ |
| Nr.                      | Rytter                   | Placering                |
| 121                      | Nina Buysman (NED)       | 82.                      |
| 122                      | Henrietta Christie (NZL) | 91.                      |
| 123                      | Katie Clouse (USA)       | 96.                      |
| 124                      | Barbara Malcotti (ITA)   | 71.                      |
| 125                      | Eri Yonamine (JPN)       | 88.                      |

| Roland Cogeas-Edelweiss Squad CGS | Roland Cogeas-Edelweiss Squad CGS | Roland Cogeas-Edelweiss Squad CGS |
| --------------------------------- | --------------------------------- | --------------------------------- |
| Nr.                               | Rytter                            | Placering                         |
| 131                               | Hannah Buch (GER)                 | 109.                              |
| 132                               | Tamara Dronova-Balabolina (RUS)   | 32.                               |
| 133                               | Rotem Gafinovitz (ISR)            | 83.                               |
| 134                               | Léa Stern (SUI)                   | DNF                               |
| 135                               | Petra Stiasny (SUI)               | 53.                               |

| Valcar-Travel & Service VAL | Valcar-Travel & Service VAL | Valcar-Travel & Service VAL |
| --------------------------- | --------------------------- | --------------------------- |
| Nr.                         | Rytter                      | Placering                   |
| 141                         | Olivia Baril (CAN)          | 16.                         |
| 142                         | Anastasia Carbonari (LAT)   | 89.                         |
| 143                         | Carlotta Cipressi (ITA)     | 103.                        |
| 144                         | Federica Piergiovanni (ITA) | 85.                         |
| 145                         | Elizabeth Stannard (AUS)    | 41.                         |

| Parkhotel Valkenburg PHV | Parkhotel Valkenburg PHV   | Parkhotel Valkenburg PHV |
| ------------------------ | -------------------------- | ------------------------ |
| Nr.                      | Rytter                     | Placering                |
| 151                      | Femke Gerritse (NED)       | 39.                      |
| 152                      | Pien Limpens (NED)         | DNF                      |
| 153                      | Rosalie Van der Wolf (NED) | DNF                      |
| 154                      | Anne Van Rooijen (NED)     | 105.                     |

| Plantur-Pura PLP | Plantur-Pura PLP           | Plantur-Pura PLP |
| ---------------- | -------------------------- | ---------------- |
| Nr.              | Rytter                     | Placering        |
| 161              | Yara Kastelijn (NED)       | 9.               |
| 162              | Millie Couzens (GBR)       | 67.              |
| 163              | Kiona Crabbé (BEL)         | 65.              |
| 164              | Justine Ghekiere (BEL)     | 56.              |
| 165              | Julie Van de Velde (BEL)   | 21.              |
| 166              | Inge van der Heijden (NED) | 31.              |

| Le Col-Wahoo DRP | Le Col-Wahoo DRP         | Le Col-Wahoo DRP |
| ---------------- | ------------------------ | ---------------- |
| Nr.              | Rytter                   | Placering        |
| 171              | Elizabeth Holden (GBR)   | 79.              |
| 172              | Anna Christian (GBR)     | 86.              |
| 173              | Flora Perkins (GBR)      | 99.              |
| 174              | Alice Towers (GBR)       | 66.              |
| 175              | Jesse Vandenbulcke (BEL) | 100.             |

| Arkéa Pro Cycling Team ARK | Arkéa Pro Cycling Team ARK | Arkéa Pro Cycling Team ARK |
| -------------------------- | -------------------------- | -------------------------- |
| Nr.                        | Rytter                     | Placering                  |
| 181                        | Morgane Coston (FRA)       | 22.                        |
| 182                        | Pauline Allin (FRA)        | 98.                        |
| 183                        | Julia Biryukova (UKR)      | 30.                        |
| 184                        | Amandine Fouquenet (FRA)   | DNF                        |
| 185                        | Typhaine Laurance (FRA)    | DNF                        |
| 186                        | Anaïs Morichon (FRA)       | 35.                        |

| Lotto Soudal Ladies LSL | Lotto Soudal Ladies LSL  | Lotto Soudal Ladies LSL |
| ----------------------- | ------------------------ | ----------------------- |
| Nr.                     | Rytter                   | Placering               |
| 191                     | Kristýna Burlová (CZE)   | 110.                    |
| 192                     | Mieke Docx (BEL)         | 74.                     |
| 193                     | Mijntje Geurts (NED)     | 28.                     |
| 194                     | Esmée Gielkens (BEL)     | 75.                     |
| 195                     | Elise vander Sande (BEL) | DNF                     |
| 196                     | Kylie Waterreus (NED)    | 111.                    |

| Cofidis COF | Cofidis COF                   | Cofidis COF |
| ----------- | ----------------------------- | ----------- |
| Nr.         | Rytter                        | Placering   |
| 201         | Rachel Neylan (AUS)           | 43.         |
| 202         | Cédrine Kerbaol (FRA)         | 69.         |
| 203         | Clara Koppenburg (GER)        | 29.         |
| 204         | Sandra Levenez (FRA)          | 20.         |
| 205         | Olivia Onesti (FRA)           | 36.         |
| 206         | Gabrielle Pilote Fortin (CAN) | DNF         |

| Bingoal-Chevalmeire-Van Eyck Sport BCV | Bingoal-Chevalmeire-Van Eyck Sport BCV | Bingoal-Chevalmeire-Van Eyck Sport BCV |
| -------------------------------------- | -------------------------------------- | -------------------------------------- |
| Nr.                                    | Rytter                                 | Placering                              |
| 211                                    | Lotte Claes (BEL)                      | 62.                                    |
| 212                                    | Julie Hendrickx (BEL)                  | DNF                                    |
| 213                                    | Olha Kulynych (UKR)                    | 81.                                    |
| 214                                    | Lotte Popelier (BEL)                   | 107.                                   |

| Bepink BPK | Bepink BPK               | Bepink BPK |
| ---------- | ------------------------ | ---------- |
| Nr.        | Rytter                   | Placering  |
| 221        | Silvia Zanardi (ITA)     | 55.        |
| 222        | Valentina Basilico (ITA) | DNF        |
| 223        | Marketa Hajkova (CZE)    | 104.       |
| 224        | Prisca Savi (ITA)        | DNF        |
| 225        | Jade Teolis (FRA)        | DNF        |
| 226        | Matilde Vitillo (ITA)    | DNF        |

| Andy Schleck-CP NVST-Immo Losch ASC | Andy Schleck-CP NVST-Immo Losch ASC | Andy Schleck-CP NVST-Immo Losch ASC |
| ----------------------------------- | ----------------------------------- | ----------------------------------- |
| Nr.                                 | Rytter                              | Placering                           |
| 231                                 | Nina Berton (LUX)                   | 95.                                 |
| 232                                 | Georgia Danford (AUS)               | 106.                                |
| 233                                 | Claire Faber (LUX)                  | DNF                                 |
| 234                                 | Friederike Stern (GER)              | 108.                                |
| 235                                 | Zsófia Szabó (HUN)                  | 102.                                |

| SD Worx SDW | SD Worx SDW                       | SD Worx SDW |
| ----------- | --------------------------------- | ----------- |
| Nr.         | Rytter                            | Placering   |
| 1           | Demi Vollering (NED)              | 3.          |
| 2           | Niamh Fisher-Black (NZL)          | 17.         |
| 3           | Ashleigh Moolman-Pasio (RSA)      | 4.          |
| 4           | Anna Shackley (GBR)               | 26.         |
| 5           | Chantal van den Broek-Blaak (NED) | 92.         |
| 6           | Blanka Kata Vas (HUN) (landevej)  | 40.         |

| Canyon-SRAM Racing CSR | Canyon-SRAM Racing CSR     | Canyon-SRAM Racing CSR |
| ---------------------- | -------------------------- | ---------------------- |
| Nr.                    | Rytter                     | Placering              |
| 11                     | Katarzyna Niewiadoma (POL) | 12.                    |
| 12                     | Alena Amjaljusik (BLR)     | 54.                    |
| 13                     | Elise Chabbey (SUI)        | 24.                    |
| 14                     | Mikayla Harvey (NZL)       | DNF                    |
| 15                     | Soraya Paladin (ITA)       | 49.                    |
| 16                     | Pauliena Rooijakkers (NED) | 11.                    |

| Trek-Segafredo TFS | Trek-Segafredo TFS                    | Trek-Segafredo TFS |
| ------------------ | ------------------------------------- | ------------------ |
| Nr.                | Rytter                                | Placering          |
| 21                 | Elisa Longo Borghini (ITA) (landevej) | 6.                 |
| 22                 | Lucinda Brand (NED)                   | 45.                |
| 23                 | Leah Thomas (USA)                     | 33.                |
| 24                 | Shirin van Anrooij (NED)              | 13.                |
| 25                 | Ellen van Dijk (NED) (landevej)       | 51.                |
| 26                 | Tayler Wiles (USA)                    | DNF                |

| Movistar Team MOV | Movistar Team MOV            | Movistar Team MOV |
| ----------------- | ---------------------------- | ----------------- |
| Nr.               | Rytter                       | Placering         |
| 31                | Annemiek van Vleuten (NED)   | 2.                |
| 32                | Katrine Aalerud (NOR)        | 48.               |
| 33                | Jelena Erić (SRB) (landevej) | 64.               |
| 34                | Sara Martín Martín (ESP)     | 72.               |
| 35                | Paula Patiño (COL)           | 18.               |
| 36                | Arlenis Sierra (CUB)         | 15.               |

| UAE Team ADQ UAD | UAE Team ADQ UAD             | UAE Team ADQ UAD |
| ---------------- | ---------------------------- | ---------------- |
| Nr.              | Rytter                       | Placering        |
| 41               | Mavi García (ESP) (landevej) | 5.               |
| 42               | Sofia Bertizzolo (ITA)       | 61.              |
| 43               | Alena Ivantjenko (RUS)       | 27.              |
| 44               | Erica Magnaldi (ITA)         | 19.              |
| 45               | Marija Novolodskaja (RUS)    | 78.              |
| 46               | Urša Pintar (SLO)            | 34.              |

| Team DSM DSM | Team DSM DSM          | Team DSM DSM |
| ------------ | --------------------- | ------------ |
| Nr.          | Rytter                | Placering    |
| 51           | Juliette Labous (FRA) | DNF          |
| 52           | Léa Curinier (FRA)    | 97.          |
| 53           | Leah Kirchmann (CAN)  | 44.          |
| 54           | Liane Lippert (GER)   | 7.           |
| 55           | Esmée Peperkamp (NED) | 23.          |
| 56           | Elise Uijen (NED)     | 68.          |

| FDJ-Nouvelle Aquitaine-Futuroscope FSF | FDJ-Nouvelle Aquitaine-Futuroscope FSF | FDJ-Nouvelle Aquitaine-Futuroscope FSF |
| -------------------------------------- | -------------------------------------- | -------------------------------------- |
| Nr.                                    | Rytter                                 | Placering                              |
| 61                                     | Marta Cavalli (ITA)                    | 1.                                     |
| 62                                     | Stine Borgli (NOR)                     | DNF                                    |
| 63                                     | Brodie Chapman (AUS)                   | 50.                                    |
| 64                                     | Eugénie Duval (FRA)                    | 87.                                    |
| 65                                     | Évita Muzic (FRA) (landevej)           | 57.                                    |
| 66                                     | Jade Wiel (FRA)                        | 76.                                    |

| Team BikeExchange-Jayco BEX | Team BikeExchange-Jayco BEX | Team BikeExchange-Jayco BEX |
| --------------------------- | --------------------------- | --------------------------- |
| Nr.                         | Rytter                      | Placering                   |
| 71                          | Amanda Spratt (AUS)         | 25.                         |
| 72                          | Alexandra Manly (AUS)       | 58.                         |
| 73                          | Ane Santesteban (ESP)       | 10.                         |
| 74                          | Chelsie Tan (SGP)           | DNF                         |
| 75                          | Georgia Williams (NZL)      | 52.                         |
| 76                          | Urška Žigart (SLO)          | 59.                         |

| Team Jumbo-Visma TJV | Team Jumbo-Visma TJV | Team Jumbo-Visma TJV |
| -------------------- | -------------------- | -------------------- |
| Nr.                  | Rytter               | Placering            |
| 81                   | Anouska Koster (NED) | 14.                  |
| 82                   | Amber Kraak (NED)    | 36.                  |
| 83                   | Aafke Soet (NED)     | 73.                  |

| EF Education-TIBCO-SVB TIB | EF Education-TIBCO-SVB TIB       | EF Education-TIBCO-SVB TIB |
| -------------------------- | -------------------------------- | -------------------------- |
| Nr.                        | Rytter                           | Placering                  |
| 91                         | Kristabel Doebel-Hickok (USA)    | 8.                         |
| 92                         | Kathrin Hammes (GER)             | 63.                        |
| 93                         | Clara Honsinger (USA)            | 60.                        |
| 94                         | Lauren Stephens (USA) (landevej) | 47.                        |
| 95                         | Magdeleine Vallieres (CAN)       | 42.                        |

| Liv Racing Xstra LIV | Liv Racing Xstra LIV            | Liv Racing Xstra LIV |
| -------------------- | ------------------------------- | -------------------- |
| Nr.                  | Rytter                          | Placering            |
| 101                  | Marta Jaskulska (POL)           | 94.                  |
| 102                  | Valerie Demey (BEL)             | 93.                  |
| 103                  | Alison Jackson (CAN) (landevej) | 84.                  |
| 104                  | Jeanne Korevaar (NED)           | 80.                  |
| 105                  | Katia Ragusa (ITA)              | 101.                 |

| Uno-X Pro Cycling Team UXT | Uno-X Pro Cycling Team UXT  | Uno-X Pro Cycling Team UXT |
| -------------------------- | --------------------------- | -------------------------- |
| Nr.                        | Rytter                      | Placering                  |
| 111                        | Hannah Barnes (GBR)         | 90.                        |
| 112                        | Joscelin Lowden (GBR)       | 38.                        |
| 113                        | Hannah Ludwig (GER)         | 46.                        |
| 114                        | Mie Bjørndal Ottestad (NOR) | 70.                        |
| 115                        | Anne Dorthe Ysland (NOR)    | 77.                        |

| Human Powered Health HPW | Human Powered Health HPW | Human Powered Health HPW |
| ------------------------ | ------------------------ | ------------------------ |
| Nr.                      | Rytter                   | Placering                |
| 121                      | Nina Buysman (NED)       | 82.                      |
| 122                      | Henrietta Christie (NZL) | 91.                      |
| 123                      | Katie Clouse (USA)       | 96.                      |
| 124                      | Barbara Malcotti (ITA)   | 71.                      |
| 125                      | Eri Yonamine (JPN)       | 88.                      |

| Roland Cogeas-Edelweiss Squad CGS | Roland Cogeas-Edelweiss Squad CGS | Roland Cogeas-Edelweiss Squad CGS |
| --------------------------------- | --------------------------------- | --------------------------------- |
| Nr.                               | Rytter                            | Placering                         |
| 131                               | Hannah Buch (GER)                 | 109.                              |
| 132                               | Tamara Dronova-Balabolina (RUS)   | 32.                               |
| 133                               | Rotem Gafinovitz (ISR)            | 83.                               |
| 134                               | Léa Stern (SUI)                   | DNF                               |
| 135                               | Petra Stiasny (SUI)               | 53.                               |

| Valcar-Travel & Service VAL | Valcar-Travel & Service VAL | Valcar-Travel & Service VAL |
| --------------------------- | --------------------------- | --------------------------- |
| Nr.                         | Rytter                      | Placering                   |
| 141                         | Olivia Baril (CAN)          | 16.                         |
| 142                         | Anastasia Carbonari (LAT)   | 89.                         |
| 143                         | Carlotta Cipressi (ITA)     | 103.                        |
| 144                         | Federica Piergiovanni (ITA) | 85.                         |
| 145                         | Elizabeth Stannard (AUS)    | 41.                         |

| Parkhotel Valkenburg PHV | Parkhotel Valkenburg PHV   | Parkhotel Valkenburg PHV |
| ------------------------ | -------------------------- | ------------------------ |
| Nr.                      | Rytter                     | Placering                |
| 151                      | Femke Gerritse (NED)       | 39.                      |
| 152                      | Pien Limpens (NED)         | DNF                      |
| 153                      | Rosalie Van der Wolf (NED) | DNF                      |
| 154                      | Anne Van Rooijen (NED)     | 105.                     |

| Plantur-Pura PLP | Plantur-Pura PLP           | Plantur-Pura PLP |
| ---------------- | -------------------------- | ---------------- |
| Nr.              | Rytter                     | Placering        |
| 161              | Yara Kastelijn (NED)       | 9.               |
| 162              | Millie Couzens (GBR)       | 67.              |
| 163              | Kiona Crabbé (BEL)         | 65.              |
| 164              | Justine Ghekiere (BEL)     | 56.              |
| 165              | Julie Van de Velde (BEL)   | 21.              |
| 166              | Inge van der Heijden (NED) | 31.              |

| Le Col-Wahoo DRP | Le Col-Wahoo DRP         | Le Col-Wahoo DRP |
| ---------------- | ------------------------ | ---------------- |
| Nr.              | Rytter                   | Placering        |
| 171              | Elizabeth Holden (GBR)   | 79.              |
| 172              | Anna Christian (GBR)     | 86.              |
| 173              | Flora Perkins (GBR)      | 99.              |
| 174              | Alice Towers (GBR)       | 66.              |
| 175              | Jesse Vandenbulcke (BEL) | 100.             |

| Arkéa Pro Cycling Team ARK | Arkéa Pro Cycling Team ARK | Arkéa Pro Cycling Team ARK |
| -------------------------- | -------------------------- | -------------------------- |
| Nr.                        | Rytter                     | Placering                  |
| 181                        | Morgane Coston (FRA)       | 22.                        |
| 182                        | Pauline Allin (FRA)        | 98.                        |
| 183                        | Julia Biryukova (UKR)      | 30.                        |
| 184                        | Amandine Fouquenet (FRA)   | DNF                        |
| 185                        | Typhaine Laurance (FRA)    | DNF                        |
| 186                        | Anaïs Morichon (FRA)       | 35.                        |

| Lotto Soudal Ladies LSL | Lotto Soudal Ladies LSL  | Lotto Soudal Ladies LSL |
| ----------------------- | ------------------------ | ----------------------- |
| Nr.                     | Rytter                   | Placering               |
| 191                     | Kristýna Burlová (CZE)   | 110.                    |
| 192                     | Mieke Docx (BEL)         | 74.                     |
| 193                     | Mijntje Geurts (NED)     | 28.                     |
| 194                     | Esmée Gielkens (BEL)     | 75.                     |
| 195                     | Elise vander Sande (BEL) | DNF                     |
| 196                     | Kylie Waterreus (NED)    | 111.                    |

| Cofidis COF | Cofidis COF                   | Cofidis COF |
| ----------- | ----------------------------- | ----------- |
| Nr.         | Rytter                        | Placering   |
| 201         | Rachel Neylan (AUS)           | 43.         |
| 202         | Cédrine Kerbaol (FRA)         | 69.         |
| 203         | Clara Koppenburg (GER)        | 29.         |
| 204         | Sandra Levenez (FRA)          | 20.         |
| 205         | Olivia Onesti (FRA)           | 36.         |
| 206         | Gabrielle Pilote Fortin (CAN) | DNF         |

| Bingoal-Chevalmeire-Van Eyck Sport BCV | Bingoal-Chevalmeire-Van Eyck Sport BCV | Bingoal-Chevalmeire-Van Eyck Sport BCV |
| -------------------------------------- | -------------------------------------- | -------------------------------------- |
| Nr.                                    | Rytter                                 | Placering                              |
| 211                                    | Lotte Claes (BEL)                      | 62.                                    |
| 212                                    | Julie Hendrickx (BEL)                  | DNF                                    |
| 213                                    | Olha Kulynych (UKR)                    | 81.                                    |
| 214                                    | Lotte Popelier (BEL)                   | 107.                                   |

| Bepink BPK | Bepink BPK               | Bepink BPK |
| ---------- | ------------------------ | ---------- |
| Nr.        | Rytter                   | Placering  |
| 221        | Silvia Zanardi (ITA)     | 55.        |
| 222        | Valentina Basilico (ITA) | DNF        |
| 223        | Marketa Hajkova (CZE)    | 104.       |
| 224        | Prisca Savi (ITA)        | DNF        |
| 225        | Jade Teolis (FRA)        | DNF        |
| 226        | Matilde Vitillo (ITA)    | DNF        |

| Andy Schleck-CP NVST-Immo Losch ASC | Andy Schleck-CP NVST-Immo Losch ASC | Andy Schleck-CP NVST-Immo Losch ASC |
| ----------------------------------- | ----------------------------------- | ----------------------------------- |
| Nr.                                 | Rytter                              | Placering                           |
| 231                                 | Nina Berton (LUX)                   | 95.                                 |
| 232                                 | Georgia Danford (AUS)               | 106.                                |
| 233                                 | Claire Faber (LUX)                  | DNF                                 |
| 234                                 | Friederike Stern (GER)              | 108.                                |
| 235                                 | Zsófia Szabó (HUN)                  | 102.                                |